# Sami Trabelsi
Sami Trabelsi - em árabe: سامي الطرابلسي (Sfax, 4 de fevereiro de 1968) é um ex-futebolista tunisiano que atuava como defensor.
Pela Seleção de seu país, jogou de 1994 a 2001, tendo disputado 52 partidas e não tendo marcado gols.
Disputou a Copa de 1998, a primeira das Águias em vinte anos, mas os tunisianos não conseguiram chegar à segunda fase.
Em clubes, se destacou no Sfaxien, onde jogou entre 1993 e 2000 e entre 2001 e 2002, quando deixou os gramados.
Curiosidade: mesmo tendo o mesmo sobrenome, Sami não possui nenhum parentesco com Hatem Trabelsi, que também joga como defensor e esteve com o mesmo na Copa da França.
Actualmente é o seleccionador nacional da Tunísia.